# Індивідуальне навчальне заняття
Індивідуальне навчальне заняття проводиться з окремими студентами з метою підвищення рівня їх підготовки та розкриття індивідуальних творчих здібностей.
Індивідуальні навчальні заняття організуються за окремим графіком  з урахуванням індивідуального навчального плану студента і можуть охоплювати частину або повний обсяг занять з однієї  або декількох навчальних дисциплін, а в окремих випадках – повний обсяг навчальних занять для конкретного освітнього або кваліфікаційного рівня.
Види індивідуальних навчальних занять, їх обсяг, форми та методи проведення,  форми та методи поточного і підсумкового контролю (крім державної атестації)  визначаються індивідуальним навчальним планом студента.
Індивідуальне заняття - це заняття, що проводиться з окремими курсантами (слухачами, студентами), які виявили особливі здібності в навчанні та схильність до воєнно-наукової роботи і творчої діяльності, з метою підвищення рівня їх підготовки та розкриття індивідуального творчого обдарування. Індивідуальні навчальні заняття організовуються за окремим графіком, складеним кафедрою відповідно до індивідуальних навчальних планів курсантів (слухачів, студентів). Індивідуальні навчальні заняття можуть проводитися також з учасниками олімпіад з фаху або окремих навчальних дисциплін, із членами збірних команд ВВНЗ (ВНП ВНЗ), а також з іншими курсантами (слухачами, студентами) з метою підвищення рівня їх підготовки та розкриття індивідуальних творчих здібностей.